# Чувашские раскладки клавиатуры
Чува́шские раскла́дки клавиату́ры — соглашения о соответствии типографических символов (букв, цифр, знаков препинания и т. д.) чувашского письменного языка клавишам клавиатуры компьютера, печатной машинки или другого устройства, предполагающего ввод текстовой информации на чувашском языке. Каждое из соглашений предполагает установление механических, визуальных и функциональных соответствий «клавиша-значение».

## История
Первые раскладки клавиатур письменных языков создавались для пишущих машинок. Первая чувашская раскладка для пишущей машинки была создана поэтом Константином Ивановым, который, будучи хорошим столяром, смастерил пишущую машинку из дерева. Раскладка К. В. Иванова включала буквы чувашского алфавита И. Я. Яковлева.
В 1930-е гг. в чувашский алфавит И. Я. Яковлева было добавлено более десяти букв русского алфавита, которые до этого не использовались в чувашской письменности.
Распространение компьютеров среди чувашеязычных пользователей способствовало созданию чувашских раскладок для стандартных компьютерных клавиатур PC/AT.

## Раскладки компьютерной клавиатуры
Официального соглашения о раскладке компьютерной клавиатуры для чувашского языка на сегодняшний день не принято. Это является одной из причин отсутствия раскладки клавиатуры для чувашского языка в стандартном наборе раскладок операционных систем семейства Microsoft Windows.
В марте 2009 г. на заседании Межведомственной комиссии по чувашскому языку рассматривался вопрос стандартизации чувашской компьютерной раскладки.
Решением комиссии в компьютерном наборе вместо символов кириллических букв чувашского алфавита Ӑ ӑ, Ӗ ӗ, Ҫ ҫ, Ӳ ӳ было предложено использовать символы букв латиницы Ă ă, Ĕ ĕ, Ç ç, Ÿ ÿ. Выбор символов букв латиницы обосновывался тем, что в распространённых компьютерных шрифтах отсутствуют символы букв кириллицы Ӑ ӑ, Ӗ ӗ, Ҫ ҫ, Ӳ ӳ, а установить свободные (например, Linux Libertine) или проприетарные (например, Microsoft Sans Serif) шрифты, содержащие символы этих четырёх букв кириллицы, на всех компьютерах, на которых потенциально может возникнуть потребность набора или чтения текстов на чувашском языке, невозможно. Принятие решения по компьютерной раскладке клавиатуры на данном заседании комиссии было отложено.
В условиях отсутствия единого соглашения о чувашской раскладке клавиатуры распространение получили «раскладки-самоделки», создаваемые отдельными пользователями. Все раскладки чувашского кириллического алфавита базируются на одном из вариантов адаптации русской раскладки ЙЦУКЕН для компьютерных клавиатур, а именно на ЙЦУКЕН (Русская). При этом ни одна из этих чувашских раскладок не получила сколь-либо существенного признания и распространения.
Сохранение подобной ситуации вызывает значительные трудности у чувашеязычных пользователей компьютеров, так как при очередной смене раскладки клавиатуры они вынуждены заново осваивать новую раскладку и привыкать на ней работать. Особенно это неудобно, когда человеку приходится поочередно работать на компьютерах с различными чувашскими раскладками клавиатуры. Например, на домашнем компьютере установлена одна раскладка, на рабочем — другая, а на компьютерах в Интернет-салоне или в учебном классе — третья.
Сложности с созданием чувашской раскладки клавиатуры вызваны тем, что в современном чувашском алфавите 37 букв. При этом среди дополнительных букв — Ӑ ӑ, Ӗ ӗ, Ҫ ҫ, Ӳ ӳ — три первые достаточно часто встречаются в чувашских текстах. В статье В. П. Зайцевой приводится таблица частотного распределения букв в чувашских публицистических текстах, составленная на основе анализа текста объёмом 29068 словоупотреблений и 85620 букв. В таблице указывается, что буква «ӑ» встречается 5527 раз, буква «ӗ» — 5227 раз, буква «ҫ» — 3239 раз, а буква «ӳ» — только 327 раз.
В настоящее время используются пять вариантов раскладки клавиатуры для чувашского алфавита на основе русского:
- раскладки «самопальных» шрифтов (не совместимых со стандартом кодирования символов Юникод);
- чувашские расширения раскладки ЙЦУКЕН (Русская);
- раскладка фирмы Jahat;
- пользовательские раскладки в текстовых редакторах;
- раскладка «Chuvash Cyrillic Pro».

Всё большее распространение получают раскладки клавиатуры для ЧăвашЛат.
Расположение клавиш можно посмотреть (или сделать на основе) в Microsoft Keyboard Layout Creator - File - Load Existing Keyboard - Русская или Все программы - Стандартные - Специальные возможности - Экранная клавиатура.

### Раскладки «самопальных» шрифтов (не совместимых с Юникод)
До появления Юникода среди проблем, связанных с созданием чувашской раскладки клавиатуры компьютера, было отсутствие единого стандарта кодировки букв чувашского алфавита. По этой причине во второй половине 90-х гг. XX в. для набора чувашеязычных текстов на компьютере «народные умельцы» просто переделывали существующие проприетарные шрифты, перерисовывая глифы букв Ё ё, Ъ ъ и глифы знаков «+», «=», «_», «-», «/», «\», «(», «)» на глифы дополнительных букв чувашского алфавита Ӑ ӑ, Ӗ ӗ, Ҫ ҫ, Ӳ ӳ, сохраняя коды прежних символов и за вновь добавленными буквами.
Во всех «самопальных» шрифтах, не совместимых со стандартом кодирования символов Юникод, нарушен принцип Юникода — однозначное соответствие символов кодам. При этом одни и те же буквы в одних «самопальных» шрифтах кодировались иначе, чем в других, что нарушало совместимость шрифтов между собой.
Поскольку операционные системы Windows 95 и Windows 98 поддерживают Unicode лишь на уровне кодовых страниц, то использование «самопальных» шрифтов, не совместимых со стандартом кодирования символов Юникод, до 2000-х годов представлялось хоть и вынужденным, но вполне разумным решением.
Шрифты Eurasian для Windows, также не совместимые с Юникод, но включающие символы букв алфавитов башкирского, бурятского, калмыцкого, киргизского, монгольского, татарского, туркменского, уйгурского, чувашского языков и требующие дополнительной установки отдельной национальной раскладки клавиатуры, в Чувашии распространения не получили, хотя представляли лучшую альтернативу «самопальным» шрифтам на тот период.
Некоторые из «самопальных» шрифтов с дополнительными чувашскими буквами были выложены для бесплатного скачивания на Официальном портале органов власти Чувашской Республики «CAP.ru».
По настоящий день основными шрифтами, используемыми органами государственной и муниципальной власти Чувашской Республики, в бюджетных учреждениях образования и культуры на территории Чувашской Республики при наборе чувашских текстов, являются «самопальные» шрифты гарнитуры TimesET Chuvash. Шрифты были созданы 25 декабря 1999 года на основе TIME-TB.BF1, интеллектуальные права на который принадлежат Atech Software, Carlbad CA (1991). Автор шрифтов гарнитуры TimesET Chuvash неизвестен. Лицензионные условия использования шрифтов также неизвестны.
Для сравнения приводятся снимки кодовых таблиц шрифтов TimesET Chuvash и Times New Roman. Как видно из снимков, в одной и той же позиции с кодом 002B в шрифтах размещаются разные символы.

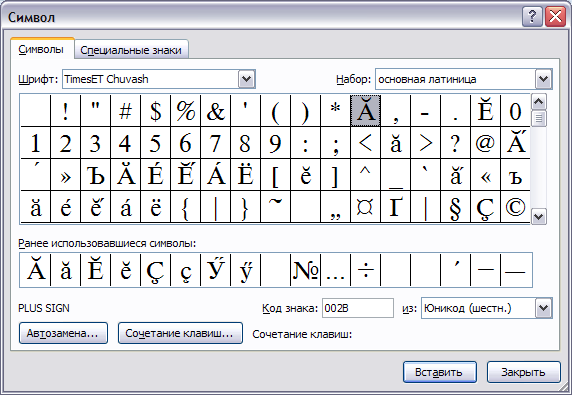
Снимок части кодовой таблицы шрифта TimesET Chuvash

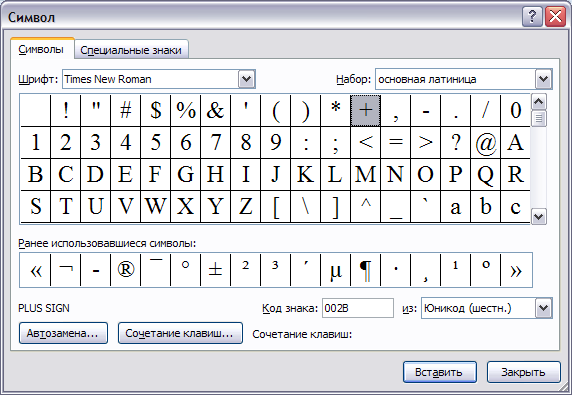
Снимок части кодовой таблицы шрифта Times New Roman

В сравнительной таблице раскладок шрифтов гарнитуры TimesET Chuvash и ЙЦУКЕН (Русская) показано, какие символы сопоставлены одним и тем же клавишам клавиатуры.
| Символы на раскладке шрифта TimesET Chuvash | Ӑ | ӑ | Ӗ | ӗ | Ҫ | ҫ | Ӳ | ӳ |
| Символы на раскладке ЙЦУКЕН (русская)       | + | = | / | \ | Ё | ё | Ъ | ъ |

В издательстве «Хыпар» по данным на октябрь 2022 года для набора текстов на чувашском языке используется «самопальный» шрифт Arial_23XP. В сравнительной таблице раскладок шрифтов гарнитуры Arial_23XP Chuvash и ЙЦУКЕН (Русская) показано, какие символы сопоставлены одним и тем же клавишам клавиатуры.
| Символы на раскладке шрифта Arial_23XP | Ӑ | ӑ | Ӗ | ӗ | Ҫ | ҫ | Ӳ | ӳ |
| Символы на раскладке ЙЦУКЕН (русская)  | Ё | ё | Ъ | ъ | + | = | ( | ) |

Николай Плотников создал веб-сервис по замене чувашских букв «самопальных» шрифтов в латинские буквы Ă ă, Ĕ ĕ, Ç ç, Ÿ ÿ, т.е. перекодировки в Windows-1251. Данный сервис обычно используется для перекодировки чувашских текстов для последующего размещения в Интернете, например, на сайте издательства «Хыпар».
Недостатком раскладок «самопальных» шрифтов является то, что часто используемые дополнительные чувашские буквы размещаются на неудобных позициях. К тому же, в зависимости от шрифта, в раскладках отсутствуют символы букв Ё ё, Ъ ъ, символы «+», «=», «_», «-», «/», «\», «(», «)».
Начиная с операционной системы Windows Vista, выпущенной в 2007 году, в операционные системы Windows по умолчанию добавляются шрифты гарнитуры Times New Roman версии 5.01 и выше, которые включают и чувашские буквы кириллицы: Ӑ ӑ, Ӗ ӗ, Ҫ ҫ, Ӳ ӳ.
В настоящее время практически на всех используемых компьютерах установлены операционные системы, поддерживающие стандарт Юникод и включающие шрифты гарнитур с чувашскими буквами кириллицы. Например, начиная с операционной системы Windows Vista, выпущенной в 2007 году, в операционные системы Windows по умолчанию добавляются шрифты гарнитуры Times New Roman версии 5.01 и выше, которые включают и чувашские буквы кириллицы: Ӑ ӑ, Ӗ ӗ, Ҫ ҫ, Ӳ ӳ.
Поэтому для набора чувашских текстов на компьютере существуют лучшие решения, нежели «самопальные» шрифты, нарушающие принятое в стандарте Юникод кодирование символов и не имеющие требуемых лицензий.

### Чувашские расширения раскладки ЙЦУКЕН (Русская)
Чувашские расширения раскладки ЙЦУКЕН (Русская) стали создаваться с появлением операционной системы Windows 2000, поддерживавшей символы Юникода, и юникодовских шрифтов. В этих раскладках символы дополнительных букв чувашского алфавита лишь добавлялись ко второму уровню раскладки ЙЦУКЕН (Русская) и/или набирались с помощью «мёртвых клавиш», не внося в «материнскую» раскладку существенных изменений.

#### Раскладка Esa Anttikoski

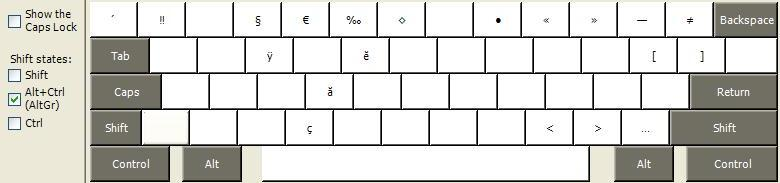
Раскладка Esa Anttikoski, модифицированная Н. Плотниковым. Второй уровень, нижний регистр

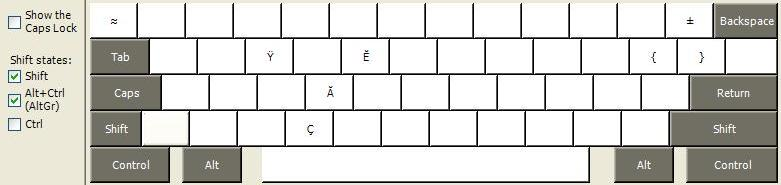
Раскладка Esa Anttikoski, модифицированная Н. Плотниковым. Второй уровень, верхний регистр

В 2001 г. сотрудник финляндского университета Йоэнсу Esa Anttikoski предложил расширенную раскладку ЙЦУКЕН (Русская) для Windows 95 и Windows 98 и Windows ME, включавшую дополнительные буквы чувашского алфавита. В 2003 г. он создал неюникодовую версию этой раскладки для Windows NT, Windows 2000, Windows XP для шрифтов Eurasian и юникодовую версию раскладки для Windows NT, Windows 2000, Windows XP. Все три раскладки Esa Anttikoski были созданы на основе раскладки ЙЦУКЕН (Русская) и заменяли её. В раскладках Esa Anttikoski символы дополнительных чувашских букв расположены (набор через AltGr+клавиша) на месте А а, Е е, С с, У у букв.
В 2005 г. Н. А. Плотников внёс изменения в юникодовую раскладку Esa Anttikoski, заменив символы кириллических букв Ӑ ӑ, Ӗ ӗ, Ҫ ҫ на внешне похожие символы латинских букв Ă ă, Ĕ ĕ, Ç ç. Символы кириллической буквы Ӳ ӳ не были изменены. Файлы изменённой раскладки и руководство по её установке выложены на сайте Chuvash.org. Данная раскладка используется Н. А. Плотниковым при создании и редактировании контента Чувашской Википедии, созданных им сайтов Chuvash.org, Yumah.ru и др.
В 2009 г. Н. А. Плотников с учётом рекомендаций Межведомственной комиссии по чувашскому языку внёс очередные изменения в раскладку Esa Anttikoski, заменив символы кириллической буквы Ӳ ӳ на символы латинской буквы Ÿ ÿ. Новая версия раскладки выложена на сайте Межведомственной комиссии по чувашскому языку.
В раскладке Esa Anttikoski символы дополнительных чувашских букв размещаются на втором уровне раскладки на клавишах букв А а, Е е, С с, У у, соответственно, и набираются с помощью клавиш AltGr или если нет Alt и Ctrl с Shift или Caps Lock:
- AltGr+буква даёт соответствующую строчную букву. Например, AltGr+с даёт «ç» (строчная буква «C седиль»).
- AltGr+⇧ Shift+буква даёт соответствующую заглавную букву. Например, AltGr+⇧ Shift+с даёт «Ç» (прописная буква «С седиль»).

К недостаткам данного варианта можно отнести:
1. ограничивается доступ к функциям пользовательских программ, вызываемых через сочетания AltGr+а, AltGr+е, AltGr+с или AltGr+у;
2. «горячие клавиши» некоторых компьютерных программ могут иметь больший приоритет над настройками компьютерной раскладки, когда при нажатии AltGr+а, AltGr+е, AltGr+с или AltGr+у будут выполняться функции этих компьютерных программ, а не печататься дополнительные чувашские буквы;
3. система проверки правописания в текстовых редакторах и браузерах будет указывать на неправильность написания чувашских слов, так как программа будет применять к этим словам орфографические правила русского языка;
4. в чувашском языке действует правило сингармонизма гласных, когда в одном слове встречаются только твёрдые или только мягкие гласные. Например, буквы Ĕ ĕ и Ă ă не встречаются в одном слове, буква Ĕ ĕ может быть в одном слове с буквой Е е, буква Ă ă в одном слове с буквой А а, буква Ӳ ӳ в одном слове с буквой Ĕ ĕ. Поэтому желательно, чтобы гласные внутри каждой из пар «а — ă», «е — ĕ», «ӳ — ĕ» набирались разными руками. В этой раскладке это требование не выполняется.

#### Mercen Raşşej

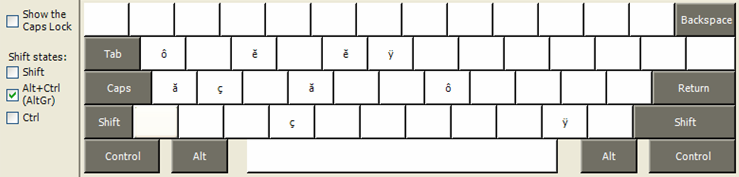
Чувашское расширение «Mercen Raşşej» раскладки ЙЦУКЕН (Русская). Второй уровень, нижний регистр

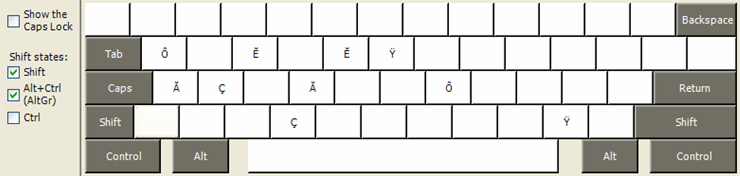
Чувашское расширение «Mercen Raşşej» раскладки ЙЦУКЕН (Русская). Второй уровень, верхний регистр

Среди чувашских расширений раскладки ЙЦУКЕН (Русская) можно выделить раскладку «Mercen Raşşej», созданную Viktor V. с помощью программы Microsoft Keyboard Layout Creator. Она предназначена для набора символов букв чувашского алфавита на основе русского, которые размещаются на втором уровне раскладки, а также набираются через «мёртвые клавиши». При установке на Windows 2000, Windows XP, Windows Vista раскладка добавляется к перечню болгарских раскладок. Последняя версия — Mercen 11r.

### Раскладка лаборатории Jahat Lab., KAI
В раскладке, предложенной НИЛИТ (научно-исследовательской лабораторией информационных технологий) Казанского государственного технического университета «Jahat Lab., KAI», чувашские буквы Ӑ ӑ, Ӗ ӗ, Ҫ ҫ, Ӳ ӳ поставлены в позиции редко встречающихся в чувашских текстах русских букв «Жж» «Ёё» «Щщ» «Ъъ» на русской раскладке ЙЦУКЕН. Данные буквы были выбраны на основе расчетов по оригинальной эргономической модели клавиатур пишущих устройств, в том числе и с учётом статистического анализа частотности чувашских букв на основе газетных текстов чувашских редакций Татарстана общим размером около 3 млн букв. Таким образом, верхний «цифровой» ряд клавиатуры полностью одинаков как в чувашском, так и в русском режиме набора текстов.
Для набора строчной (маленькой) буквы «ж», «ё», «щ» или «ъ», необходимо предварительно нажать БЕЗ УДЕРЖАНИЯ специальную функциональную клавишу «Jahat» и затем необходимую символьную клавишу, а для прописной (большой) буквы «Ж», «Ё», «Щ» или «Ъ» — сначала без удержания «Jahat», затем удерживая «Shift» — необходимую символьную клавишу. Функциональная клавиша «Jahat» расположена на клавише B00 (обозначение по ГОСТ 6431—75), это т. н. «евроклавиша», между клавишами «левый Shift» и «Я(Z)». Она имеется в стандартах клавиатур всех европейских стран, в том числе и России, но крайне редко встречается в продаже. В «американских» клавиатурах, то есть там, где клавиша В00 отсутствует, функцию «Jahat» после установки программы выполняет клавиша «Пуск».
После установки программы Jahat™ в списке языков появляется чувашский язык: «CV — чувашский».
На данное техническое решение получен патент РФ на изобретение № 2107628, имеется международная патентная публикация ВОИС (Всемирная Организация Интеллектуальной Собственности, Женева) № WO 97/07981, получены патент ЕА (евразийский) № 000311, положительное решение на выдачу патента КНДР № 33402, имеются научные публикации, на изготовленную программу татарской/чувашской локализации компьютеров «Jahat» получено «Свидетельство о регистрации» Роспатента, наименование «Jahat» является официальной торговой маркой.
Программа Jahat(ТМ) была роздана всем чувашским школам Республики Татарстан. Эту программу используют в редакциях всех выходящих в Татарстане чувашских газет: «Сувар» (в г. Казани), а также в 5 районах Татарстана — Нурлатском, Буинском, Дрожжановском, Лениногорском и Аксубаевском. Лаборатория Jahat Lab., KAI неоднократно проводила презентацию своей раскладки в Чебоксарах, однако отклика и поддержки в официальных научных и государственных кругах Чувашской Республики не получила.
К недостаткам чувашской раскладки Jahat можно отнести:
1. отсутствие букв Ж ж, Ё ё, Щ щ, Ъ ъ;
2. кодировка символов букв Ă ă, Ĕ ĕ, Ç ç, Ӳ ӳ не соответствует стандарту Юникод;
3. в наборе символов трёх гласных букв Ă ă, Ĕ ĕ, Ӳ ӳ задействован мизинец правой руки, что не приемлемо с точки зрения эргономики;
4. раскладка является проприетарной;
5. требуется запоминать какие буквы расположены на одной и той же клавише на национальной и на русской раскладке.

Николай Плотников создал веб-сервис по замене чувашских букв, набранных в Jahat, в латинские буквы Ă ă, Ĕ ĕ, Ç ç, Ÿ ÿ, т.е. в перекодировку из Windows-1251-chv в UTF-8.

### Пользовательские раскладки в текстовых редакторах
В некоторых текстовых редакторах (например, в Microsoft Word) пользователи самостоятельно назначают сочетания клавиш для набора символов чувашских букв. Данный вариант не может рассматриваться как полноценное решение, так как доступно только индивидуальным пользователям, имеющим достаточную квалификацию для изменения настроек текстового редактора Microsoft Word, или другой программы, используемой для ввода текста.
В самоучителе по Word 2003 Н. А. Максимова объясняется, как назначить сочетание клавиш для чувашского языка. Автор предлагает для прописной буквы латиницы Ă, внешне похожей на букву кириллицы Ӑ, использовать сочетание клавиш Ctrl+а, а для строчной буквы латиницы ă, внешне похожей на строчную букву кириллицы ӑ, — сочетание клавиш Alt+а. Сочетания клавиш для других символов букв чувашского алфавита, создаются по указанному образцу.
К недостаткам данного варианта можно отнести:
1. сочетания клавиш работают только в тех компьютерных программах, в которых они были предварительно вручную назначены;
2. ограничивается доступ к функциям пользовательских программ, вызываемых через сочетания клавиш: «Ctrl + а», «Ctrl + е», «Ctrl + с», «Ctrl + у», «Alt + а», «Alt + е», «Alt + с», «Alt + у».

### Раскладка «Chuvash Cyrillic Pro»

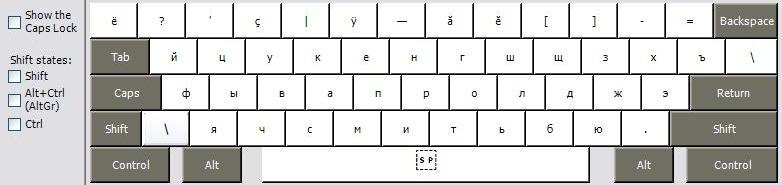
Чувашская Раскладка «Chuvash Cyrillic Pro». Первый уровень, нижний регистр

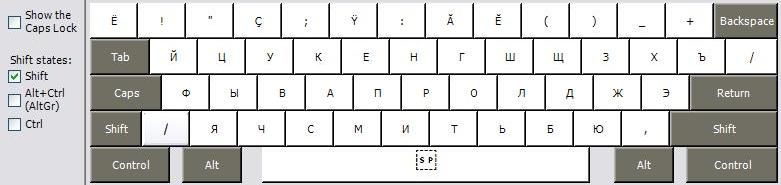
Чувашская Раскладка «Chuvash Cyrillic Pro». Первый уровень, верхний регистр

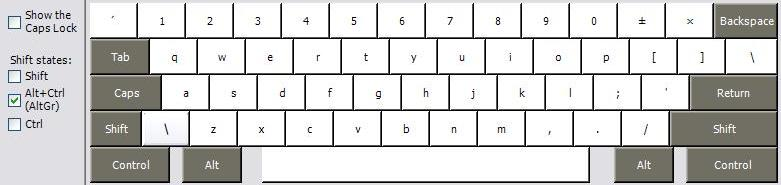
Чувашская Раскладка «Chuvash Cyrillic Pro». Второй уровень, нижний регистр

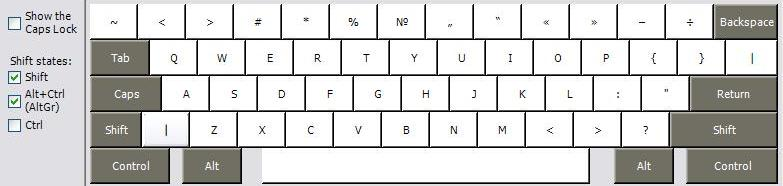
Чувашская Раскладка «Chuvash Cyrillic Pro». Второй уровень, верхний регистр

В апреле 2007 года ArsayAslan на основе компьютерной раскладки ЙЦУКЕН (Русская) создал чувашскую раскладку клавиатуры, в которой четыре дополнительные чувашские буквы располагались на цифровых клавишах алфавитно-цифрового блока стандартной компьютерной клавиатуры PC/AT.
При создании раскладки «Chuvash Cyrillic Pro» учитывались следующие требования:
- привычное для пользователей раскладки ЙЦУКЕН (Русская) расположение знаков — двоеточие, точка с запятой, открывающая и закрывающая скобки, кавычки, восклицательный знак — должно быть сохранено;
- не допускать чрезмерного роста нагрузки на указательный палец левой руки, за которым и так закреплено 9 клавиш, в том числе клавиши часто используемых букв «Аа» «Её» «Ии»;
- символы букв Ӑ ӑ, Ӗ ӗ, Ҫ ҫ должны находиться в зонах безымянных, средних и указательных пальцев;
- для набора символов букв Ӑ ӑ, Ӗ ӗ, Ҫ ҫ, Ӳ ӳ должно требоваться нажатие как можно меньшего количества клавиш;
- пользователь должен иметь возможность визуально определять, с какой раскладкой клавиатуры он работает;
- в раскладке должна быть предусмотрена возможность набора цифр в алфавитно-цифровом блоке клавиатуры;
- в набор символов раскладки должны быть включены буквы латинского алфавита, часто используемые типографские знаки, символы Wiki и HTML-тегов, используемые при форматировании текстов на веб-сайтах.

По мнению автора, среди всех чувашских раскладок, созданных на базе ЙЦУКЕН (Русская), раскладка «Chuvash Cyrillic Pro» представляется наиболее удобной для слепой десятипальцевой печати.
Раскладка «Chuvash Cyrillic Pro» и устанавливающая её компьютерная программа находятся в общественном достоянии. Скачать программу можно с сайта автора.

### Раскладка «Mercen Tĕnce»

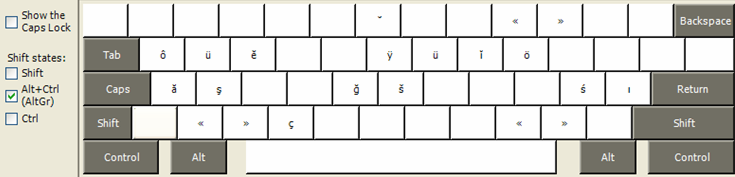
Чувашская раскладка «Mercen Tĕnce». Второй уровень, нижний регистр

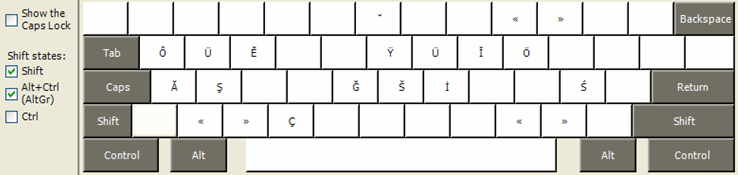
Чувашская раскладка «Mercen Tĕnce». Второй уровень, верхний регистр

Раскладка «Mercen Tĕnce» создана Viktor V. для операционных систем семейства Windows NT с помощью программы Microsoft Keyboard Layout Creator и является чувашским расширением латинской раскладки QWERTY. Предназначена для набора букв чувашского алфавита ЧăвашЛат. Включает символы букв алфавитов ЧăвашЛат и других тюркских языков, а также символы транскрипции Международной фонетической ассоциации, которые размещаются на втором уровне раскладки, а также набираются через «мёртвые клавиши». Добавляется к перечню раскладок «Английский (США)». Последняя версия — Mercen 77t.

### Универсальная раскладка Данилы Исакова
Универсальная раскладка разработана Данилой Исаковым для операционных систем Windows, Mac OS X и Linux. Существует чувашская модификация, включающая в себя русский алфавит, дополненный чувашскими буквами алфавитов. Ввод символов осуществляется без использования клавиши AltGr.

Особенности «Универсальной раскладки» для чувашского языка 

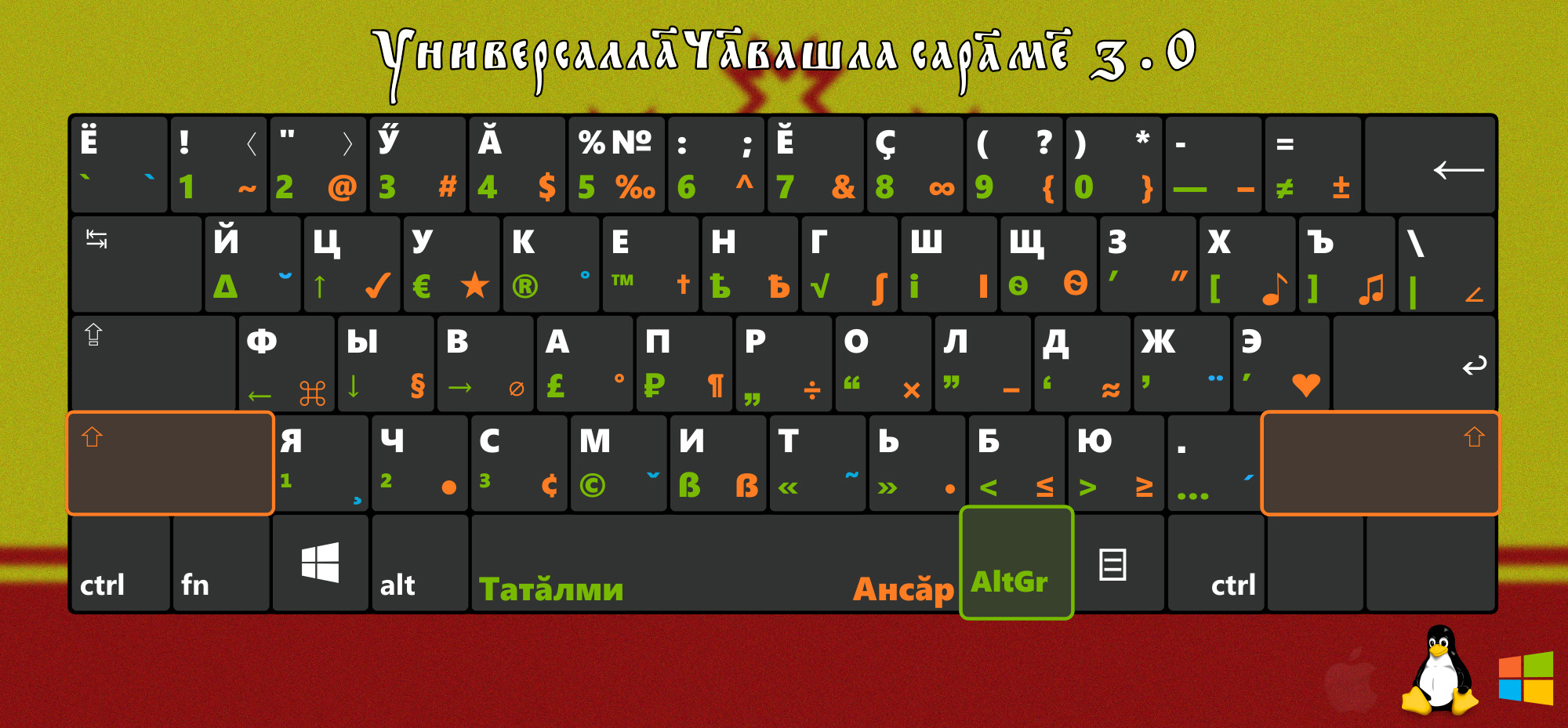
Чувашская универсальная раскладка Данилы Исакова

- как и в любой неанглоязычной версии «Универсальной раскладки», имеется возможность ввода любого английского спец. символа, а также множества типографских спец. символов;
- расположение исключительно чувашских символов в большинстве случаев соответствует столбцу родственного символа (например, Ă и А располагаются на пятом столбце)

Скачать программу можно с сайта автора (недоступная ссылка).

### Расскладка Apple
С выходом новой версии iOS 17 на iPhone появилась возможность использовать официальную раскладку для чувашского языка.